# Charolais

Blasone dello Charolais

Lo Charolais (o Charollais) è un pays francese che ha per centro la città di Charolles.